# Maringes
Maringes est une commune française située dans le département de la Loire en région Auvergne-Rhône-Alpes.

## Géographie
La commune de Maringes se trouve dans les Monts du Lyonnais. Son climat est semi-continental dégradé.

On trouve sur la commune la source de la Brévenne.
| Saint-Cyr-les-Vignes | Virigneux          | Meys Rhône |
|                      | Maringes           | Viricelles |
| Bellegarde-en-Forez  | Chazelles-sur-Lyon |            |

### Climat
Pour des articles plus généraux, voir Climat d'Auvergne-Rhône-Alpes et Climat de la Loire.
En 2010, le climat de la commune est de type climat des marges montargnardes, selon une étude du Centre national de la recherche scientifique s'appuyant sur une série de données couvrant la période 1971-2000. En 2020, Météo-France publie une typologie des climats de la France métropolitaine dans laquelle la commune est exposée à un climat de montagne ou de marges de montagne et est dans la région climatique Nord-est du Massif Central, caractérisée par une pluviométrie annuelle de 800 à 1 200 mm, bien répartie dans l’année.
Pour la période 1971-2000, la température annuelle moyenne est de 9,9 °C, avec une amplitude thermique annuelle de 16,4 °C. Le cumul annuel moyen de précipitations est de 819 mm, avec 9,5 jours de précipitations en janvier et 7,1 jours en juillet. Pour la période 1991-2020, la température moyenne annuelle observée sur la station météorologique de Météo-France la plus proche, « Chazelles-Lyon », sur la commune de Chazelles-sur-Lyon à 4 km à vol d'oiseau, est de 10,6 °C et le cumul annuel moyen de précipitations est de 764,0 mm,. Pour l'avenir, les paramètres climatiques de la commune estimés pour 2050 selon différents scénarios d'émission de gaz à effet de serre sont consultables sur un site dédié publié par Météo-France en novembre 2022.

## Urbanisme

### Typologie
Au 1er janvier 2024, Maringes est catégorisée commune rurale à habitat dispersé, selon la nouvelle grille communale de densité à sept niveaux définie par l'Insee en 2022.
Elle est située hors unité urbaine et hors attraction des villes,.

### Occupation des sols
L'occupation des sols de la commune, telle qu'elle ressort de la base de données européenne d’occupation biophysique des sols Corine Land Cover (CLC), est marquée par l'importance des territoires agricoles (84,8 % en 2018), en diminution par rapport à 1990 (85,7 %). La répartition détaillée en 2018 est la suivante : 
prairies (65,3 %), zones agricoles hétérogènes (14,3 %), forêts (12,4 %), terres arables (5,1 %), zones urbanisées (2,8 %). L'évolution de l’occupation des sols de la commune et de ses infrastructures peut être observée sur les différentes représentations cartographiques du territoire : la carte de Cassini (XVIIIe siècle), la carte d'état-major (1820-1866) et les cartes ou photos aériennes de l'IGN pour la période actuelle (1950 à aujourd'hui).

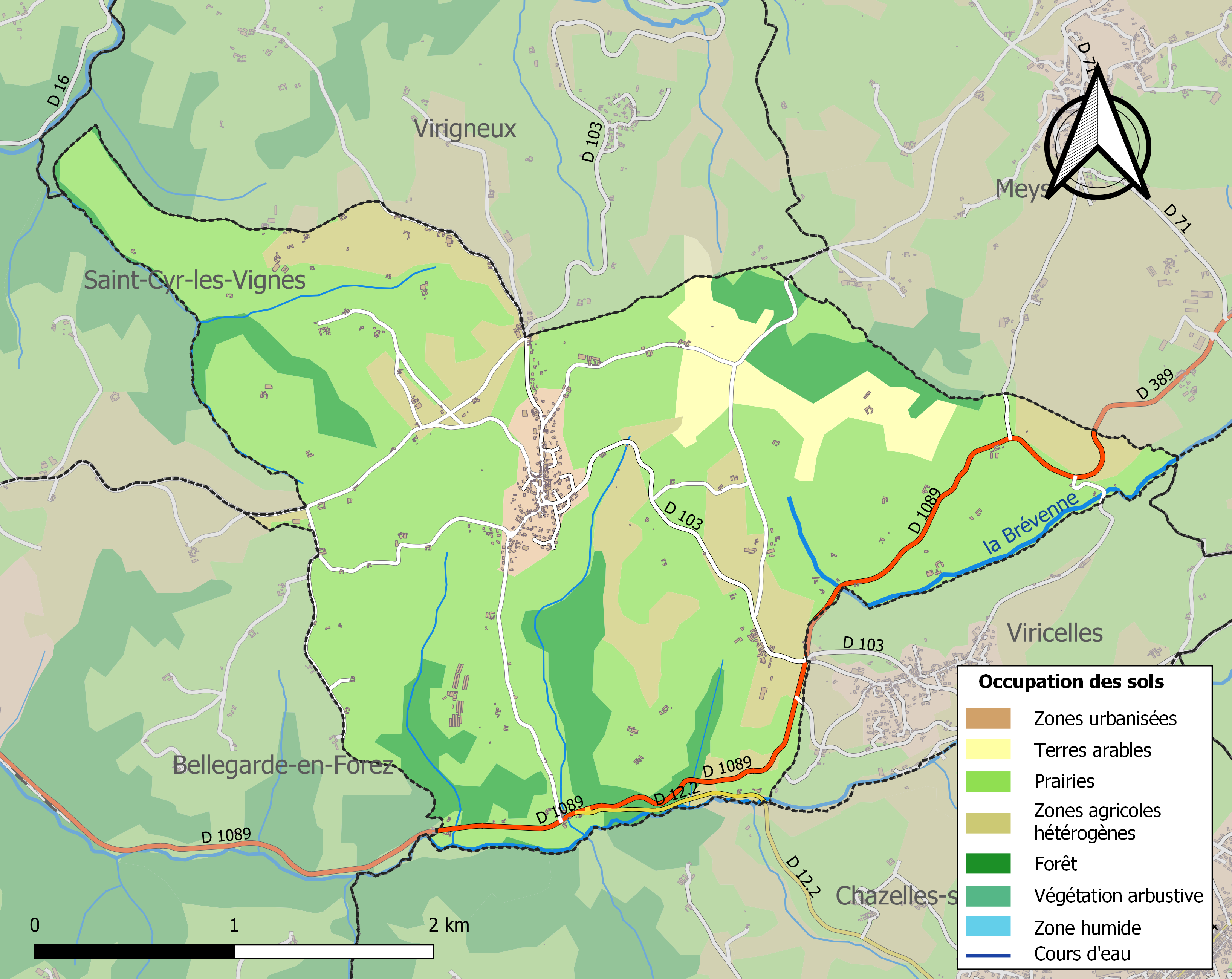
Carte des infrastructures et de l'occupation des sols de la commune en 2018 (CLC).

## Toponymie
Attestée sous les formes Maringe en 1173, Villa Marugearum en  1383, Maronges en 1390, Maringes en 1525, Maringe en 1793, puis Maringes en 1801. En raison du blé "mottet" cultivé aux XIXe et XXe siècles à Maringes, et dont la qualité était réputée, le village a failli prendre le nom de Maringes-les-Blés en 1939. L'école maternelle et primaire de la commune s'appelle par aileurs "École des Blés".

## Histoire
Un premier peuplement serait le fait d’une colonie de wisigoths de Basse Limagne ; des moines défricheurs s’y seraient ensuite installés. La paroisse de Maringiis (nom d’homme germanique) est citée en 984.
La voie romaine reliant Vienne à Feurs puis Gergovie (Clermont-Ferrand) passait au hameau de la Rate. La légende dit que le lieu-dit « Montpollon » aurait comme origine « Mont Apollon ».
Le village était sous l'Ancien Régime sous la dépendance de l'archiprêtré de Courzieu, du bailliage de Montbrison et de la justice de Bellegarde. C'est l'archevêché de Lyon qui nommait le curé. La première école a été construite en 1780 dans une maison donnée par le curé de l'époque.
Au XIXe siècle et au début du XXe siècle (jusqu’en 1930), la commune connaît une activité artisanale importante avec l’installation de tuileries dans la vallée de la Brévenne,.

## Politique et administration
| Période                                  | Période  | Identité          | Étiquette | Qualité |
| ---------------------------------------- | -------- | ----------------- | --------- | ------- |
| Les données manquantes sont à compléter. |          |                   |           |         |
| mars 2001                                | En cours | Christian Bruyère |           |         |

## Démographie
L'évolution du nombre d'habitants est connue à travers les recensements de la population effectués dans la commune depuis 1793. Pour les communes de moins de 10 000 habitants, une enquête de recensement portant sur toute la population est réalisée tous les cinq ans, les populations de référence des années intermédiaires étant quant à elles estimées par interpolation ou extrapolation. Pour la commune, le premier recensement exhaustif entrant dans le cadre du nouveau dispositif a été réalisé en 2006.

En 2022, la commune comptait 679 habitants, en évolution de +1,34 % par rapport à 2016 (Loire : +1,32 %, France hors Mayotte : +2,11 %).
| 1793 | 1800 | 1806 | 1821 | 1831 | 1836 | 1841 | 1846 | 1851 |
| ---- | ---- | ---- | ---- | ---- | ---- | ---- | ---- | ---- |
| 300  | 293  | 494  | 624  | 656  | 671  | 805  | 780  | 770  |

| 1856 | 1861 | 1866 | 1872 | 1876 | 1881 | 1886 | 1891 | 1896 |
| ---- | ---- | ---- | ---- | ---- | ---- | ---- | ---- | ---- |
| 820  | 775  | 811  | 821  | 843  | 772  | 778  | 754  | 759  |

| 1901 | 1906 | 1911 | 1921 | 1926 | 1931 | 1936 | 1946 | 1954 |
| ---- | ---- | ---- | ---- | ---- | ---- | ---- | ---- | ---- |
| 737  | 708  | 688  | 584  | 571  | 605  | 630  | 600  | 584  |

| 1962 | 1968 | 1975 | 1982 | 1990 | 1999 | 2006 | 2011 | 2016 |
| ---- | ---- | ---- | ---- | ---- | ---- | ---- | ---- | ---- |
| 540  | 478  | 434  | 434  | 464  | 566  | 606  | 650  | 670  |

| 2021 | 2022 | - | - | - | - | - | - | - |
| ---- | ---- | - | - | - | - | - | - | - |
| 675  | 679  | - | - | - | - | - | - | - |

## Lieux et monuments
- Église Saint-Laurent de Maringes
- Chapelle Saint-Roch

## Personnalités liées à la commune
Benoît Malon a vécu à Maringes en 1860.